# トーマス・オーデン・ラムディン
トーマス・オーデン・ラムディン (Thomas Oden Lambdin) (1927年10月31日-2020年5月8日) は、セム諸語とエジプト語の主要な学者の1人。米陸軍に従軍しグアムに赴任した後、ジョンズホプキンス大学で中東研究の博士号を取得。ハーバード大学のセム語学の教授となる。彼は1983年にハーバードを引退したが、亡くなるまで名誉教授として籍を置いた。 彼については、聖書ヘブライ語、コプト語、ゲエズ語、ゴート語に関する彼の入門教科書の質においても賞賛されている。

## 主な著書
- Lambdin, Thomas O. (1958). “The Bivalence of Coptic Eta and Related Problems in the Vocalization of Egyptian”. Journal of Near Eastern Studies 17 (3):  177–193. doi:10.1086/371466.
- Thomas O. Lambdin. (1971). Introduction to Biblical Hebrew. Darton,Longman and Todd Ltd. ISBN 978-0-232-51369-1
- Thomas O. Lambdin (1978). Introduction to Classical Ethiopic. Harvard Semitic Studies 24. Missoula, Montana: Scholars Press. ISBN 0-89130-263-8
- Introduction to Sahidic Coptic. Macon: Mercer University Press. (1983)
- （2006）ゴシック言語入門。ユージーン：Wipf＆Stock Publishers
- Thomas O. Lambdin (translation). Gospel of Thomas